# Namdalseid
Namdalseid – dawna norweska gmina leżąca w regionie Trøndelag. Jej siedzibą była miejscowość Namdalseid. 1 stycznia 2020 roku gmina połączyła się z gmina Namsos. 
Namdalseid było 142. norweską gminą pod względem powierzchni.

## Demografia
Według danych z roku 2005 gminę zamieszkuje 1781 osób. Gęstość zaludnienia wynosi 2,21 os./km². Pod względem zaludnienia Namdalseid zajmuje 349. miejsce wśród norweskich gmin.

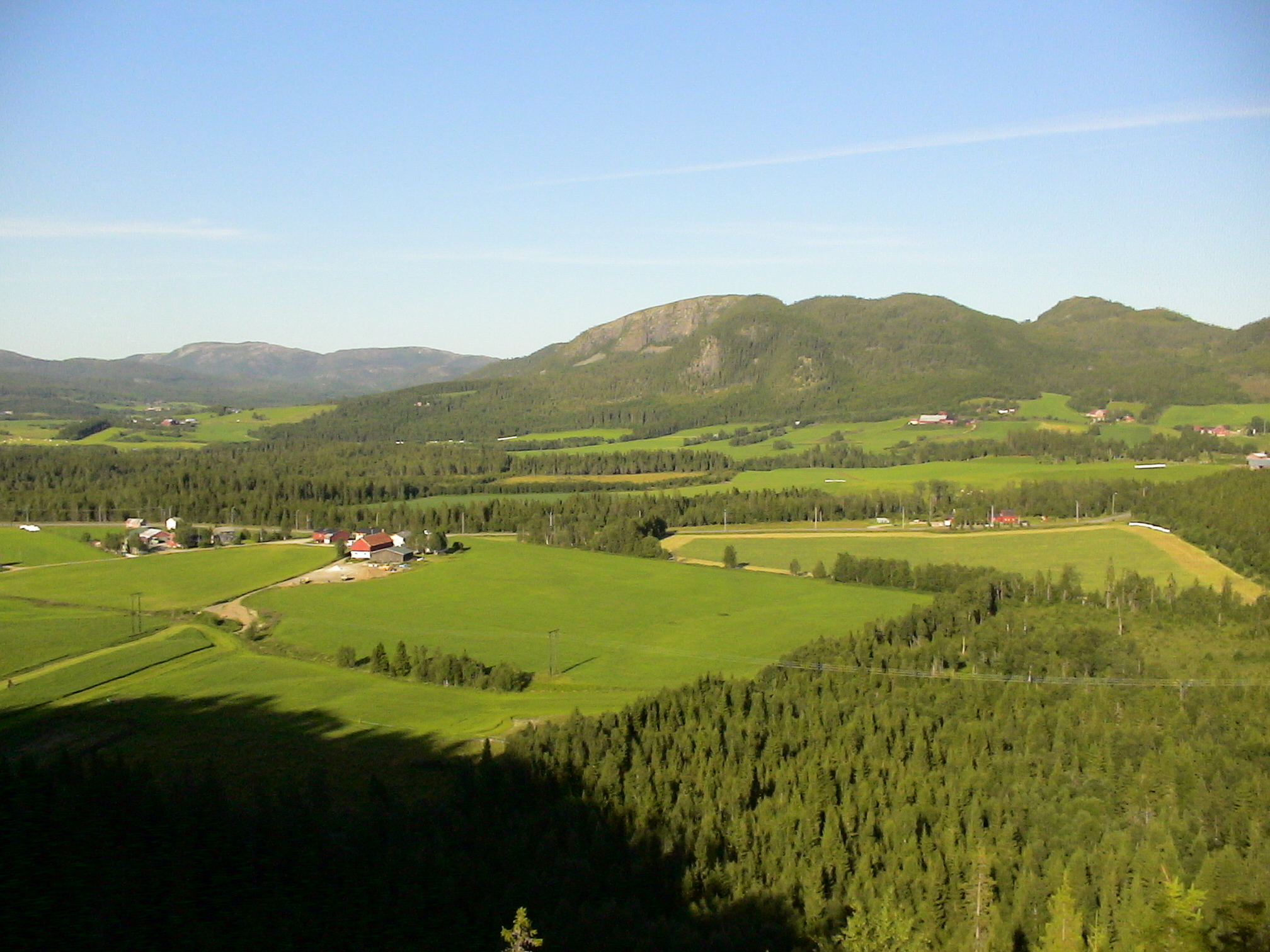
Namdalseid

| ludność stan na 1 stycznia 2005 |         |           |       |
|                                 | kobiety | mężczyźni | razem |
| osób                            | 917     | 864       | 1781  |
| %                               | 51,49%  | 48,51%    | 100%  |

| wykształcenie stan na 1 października 2004 |        |         |        |        |
|                                           | podst. | średnie | wyższe | niezn. |
| osób                                      | 353    | 850     | 198    | 23     |
| %                                         | 24,79% | 59,69%  | 13,9%  | 1,62%  |

## Edukacja
Według danych z 1 października 2004:
- liczba szkół podstawowych (norw. grunnskolar): 2
- liczba uczniów szkół podst.: 245

## Władze gminy
Według danych na rok 2011 administratorem gminy (norw. rådmann) jest Kjell Einvik, natomiast burmistrzem (norw. ordfører, d. borgermester) jest Steinar Lyngstad.